# Sankt Veit in der Südsteiermark
Sankt Veit in der Südsteiermark é um município da Áustria, situado no distrito de Leibnitz, na estado da Estíria. Tem 74,21 km² de área e sua população em 2019 foi estimada em 4.332 habitantes.